# Chorozinho
Chorozinho là một đô thị thuộc bang Ceará, Brasil. Đô thị này có diện tích 278,4 km², dân số năm 2007 là 18152 người, mật độ 65,2 người/km².